# Here If You Listen
Here If You Listen je sedmé sólové studiové album amerického hudebníka Davida Crosbyho. Vydáno bylo 26. října roku 2018 společností BMG. Nahráno bylo ve studiu Atlantic Sound v Brooklynu. Crosbyho na něm doprovází stejní hudebníci, kteří hráli na jeho albu Lighthouse (2016). Počátkem září byla představena první píseň z alba, nazvaná „Glory“.

## Seznam skladeb
1. Glory
2. Vagrants of Venice
3. 1974
4. Your Own Ride
5. Buddha on a Hill
6. I Am No Artist
7. 1967
8. Balanced on a Pin
9. Other Half Rule
10. Janet
11. Woodstock